# Округ Бентон (Ајова)
Округ Бентон (енгл. Benton County) је округ у америчкој савезној држави Ајова.

## Демографија
По попису из 2010. године број становника је 26.076, што је 768 (3,0%) становника више него 2000. године.
| Група             | 2000.          | 2010.          |
| Белци             | 24.894 (98,4%) | 25.387 (97,4%) |
| Афроамериканци    | 51 (0,2%)      | 102 (0,4%)     |
| Азијати           | 43 (0,2%)      | 66 (0,3%)      |
| Хиспаноамериканци | 156 (0,6%)     | 275 (1,1%)     |
| Укупно            | 25.308         | 26.076         |